# César (personaje)
César es un personaje de ficción de la serie de televisión Xena: la princesa guerrera vagamente basado en Julio César. Es interpretado por el actor neozelandés Karl Urban. César es un frecuente enemigo de Xena en las temporadas segunda y tercera. Es el principal antagonista en la cuarta temporada y también aparece en un episodio de la sexta temporada.

## Historia del personaje

### César conoce a Xena
César es presentado en la serie como un joven patricio romano. Es retratado como un hombre arrogante, que no siente miedo al ser capturado por Xena y sus piratas. Se deja seducir por Xena cuando en realidad, ella es la única que es seducida por el otro. Finalmente, César logra capturar y crucificar a Xena. Esta traición por parte de César contribuye a que Xena se convierta en una malvada señora de la guerra.

### César y Boadicea
Con el tiempo, César se convierte en el hombre más poderoso de toda la República romana. El poder de César dentro de la República es tal que lleva a un ejército a invadir Britania. Es en Britania donde Xena ayuda a Boadicea a derrotar a César. César se asocia con Craso y Pompeyo para formar el Primer Triunvirato. Aunque César pierde siempre que se tropieza con Xena, no la considera una amenaza real.

### El final del Triunvirato
Cuando César y Xena se vuelven a encontrar, ella cobra verdadera importancia en la vida y el destino del líder romano. Xena secuestra a Craso y lo usa de peón en su lucha contra César. Libera al prisionero Vercinix, condenado a muerte, al poner a Craso en su lugar y César se ve obligado a matar a Craso. Aunque César aun parece ejercer cierta atracción sobre Xena, cualquier sentimiento positivo que ella pudiera tener hacia él desapareció cuando Cesar la crucificó.

### Un combate igualado
César es mostrado como el general más grande de todos, comparable con la propia Xena. Ya sea en el combate cuerpo a cuerpo o en la estrategia militar, Xena siempre encuentra el modo de vencer a César. Una muestra de la habilidad de Xena es cuando lucha contra los ejércitos de César y Pompeyo y los deja masacrados, haciendo que cese la guerra civil que mantienen ambos por el poder. Aun cuando es derrotado, César le dice a Xena: "Solo es un pequeño contratiempo, Xena. No puedes cambiar mi destino".

### Una amarga enemistad
La enemistad entre César y Pompeyo juega un papel importante en los hechos que llevarían al primero a la muerte. Las ansias de poder de los dos son tan grandes que sale a relucir el lado mezquino de César. Él quiere librarse de Pompeyo, pues lo ve como una gran amenaza hacia su destino. César se da cuenta de que solo hay sitio para un gobernador en Roma y él quiere ser quien ocupe ese lugar. 

### Traición y asesinato
César siempre ha mostrado grandes dotes de líder. Bruto, un gran seguidor suyo, les dice a Xena y Gabrielle que la visión que ellas tienen de César está "cegada por el odio", "Él es la única esperanza para restaurar la democracia en la República". Gabrielle, sin embargo, siembra la duda en él y Xena le da pruebas a Bruto de los egocéntricos planes de César. Cuando César rechaza el tratado de paz con las amazonas, algo que podría beneficiar a ambas partes, Bruto se asocia con otros miembros del Senado y conspiran para asesinar a César. Mientras tanto, Xena mata a Pompeyo. Con Pompeyo fuera del mapa político, César se convierte en el único gobernador de Roma, pero sigue sin poder vencer a Xena. Para poder librarse por fin de Xena, recurre a la ayuda del demonio Callisto. Xena es crucificada y, sin la amenaza que supone, César siente que ahora puede reclamar Roma para sí mismo. En el momento en el que va a proclamarse emperador de Roma, Bruto y sus aliados se abalanzan sobre él y lo asesinan.
El auténtico Julio César era un hombre de avanzada edad cuando fue asesinado, mientras que en la serie aparece un actor mucho más joven. Al morir, exclama con furia "¡Y tú, Bruto!".

### César, Emperador de Roma
Cuando César escapa del Tártaro, captura a las parcas y reescribe su destino. En ese mundo alternativo, César es el emperador de Roma y Xena, la emperatriz, mientras que Alti es la Suma Sacerdotisa de Roma. En esta nueva vida, Alti es consciente de quien era en la anterior, algo que usa para aumentar su poder sobre César. Una vez más, su forma de ser egotista le lleva a la ruina. Alti quiere usurparle a César su poder. Mientras es seducido por Alti, ella empuña una daga y lo mata de nuevo, revelando que su verdadero destino es ser apuñalado.